# Athánion
Athánion (Athani) är en ort i Grekland.   Den ligger i prefekturen Lefkas och regionen Joniska öarna, i den västra delen av landet, 280 km väster om huvudstaden Aten. Athánion ligger 594 meter över havet och antalet invånare är 204. Den ligger på ön Lefkas.
Terrängen runt Athánion är lite bergig. Havet är nära Athánion västerut. Runt Athánion är det ganska glesbefolkat, med 23 invånare per kvadratkilometer. Närmaste större samhälle är Nidri, 12,9 km öster om Athánion. 